# Отдел (телесериал, 2010)
«Отдел» (другое название — «Пятницкий») — российский телесериал студии DIXI-TV, снятый в 2010 году. Сериал состоит из 4 фильмов (один фильм считается за 2 серии), каждый из которых является спин-оффом телесериала «Глухарь», посвящённым одному из персонажей. События в сериале разворачиваются параллельно с телесериалом «Глухарь: Возвращение» (3 сезон сериала «Глухарь»), изначально состоявшим из 34-х серий и вскоре продлённым до 64-й. В 2011 году вышел новый сериал, который тоже называется «Пятницкий», и тоже является спин-оффом «Глухаря»; после чего за сериалом 2010 года твёрдо закрепилось название «Отдел».

## Сюжет
Сериал состоит из четырёх фильмов (каждый по 2 серии):
- 1—2. «Дэн»
- 3—4. «По праву»
- 5—6. «Отдел»
- 7—8. «Страшные лейтенанты»

### Дэн
Другое название фильма — «Проклятое место».
У друга детства Глухарёва Дениса Антошина при странных обстоятельствах в деревне умирает тётя. Приехав в деревню, Антошин понимает, что местные жители чем-то напуганы. Он решает разобраться в этом деле.
Фильм «Дэн» считается первым по счёту. Его премьера состоялась 22 октября 2010 года на телеканале «НТВ». Фильм получил 11,6 % рейтинга и 30,2 % доли.

### По праву
Другое название фильма — «Тарасов».
Адвокат Вика Иванцова обращается к Коле Тарасову за помощью. Она ведёт дела очень крупной факторинговой компании, в которой происходит огромная утечка средств. Коля и Вика начинают собственное расследование, однако начав его, понимают, что теперь им угрожает опасность: они слишком много знают. Бандитская группировка объявляет охоту за Иванцовой и Тарасовым.

### Отдел
Другое название фильма — «Пятницкий».
Фильм посвящён будням начальника ОВД «Пятницкий» Ирины Зиминой. Уровень преступности в районе значительно вырос. Ситуация осложняется тем, что кто-то хочет поставить на место Зиминой своего человека. Всё это вынуждает сотрудников отдела пойти на крайние меры.

### Страшные лейтенанты
Сестра одного из сотрудников ОВД «Пятницкий», Черенкова, выходит замуж за состоятельного молодого человека. Черенков берёт с собой на праздник своего приятеля — Агапова. Уже будучи в нетрезвом состоянии, им приходится расследовать убийство знаменитого певца, которое произошло в самом разгаре праздника.

## В ролях
- Денис Рожков — Денис Олегович Антошин, старший лейтенант милиции, оперуполномоченный уголовного розыска ОВД «Пятницкий»
- Мария Болтнева — Анастасия Владимировна Клименко, девушка Дениса Антошина
- Владимир Фекленко — Николай Викторович Тарасов, лейтенант юстиции, следователь ОВД «Пятницкий»
- Мария Рассказова — Марина Викторовна Глухарёва, сводная сестра Сергея Глухарёва, девушка Николая Тарасова
- Виктория Тарасова — Ирина Сергеевна Зимина, подполковник милиции, начальник ОВД «Пятницкий»
- Виктория Герасимова — Екатерина Константиновна Русакова, старший лейтенант милиции, инспектор по делам несовершеннолетних ОВД «Пятницкий»
- Анна Липко — Елена Николаевна Измайлова, майор милиции, начальник отдела дознания ОВД «Пятницкий»
- Георгий Тополага — Дмитрий Юрьевич Исаев, старшина милиции, инспектор ППС ОВД «Пятницкий»
- Антон Батырев — Олег Анатольевич Терещенко, старший лейтенант милиции, инспектор ППС ОВД «Пятницкий»
- Сергей Гурьев — Дмитрий Алексеевич Фомин, капитан милиции, участковый-уполномоченный ОВД «Пятницкий»
- Антон Афанасьев — Вадим Георгиевич Климов, майор милиции, начальник милиции общественной безопасности ОВД «Пятницкий»
- Дмитрий Мазуров — Павел Петрович Ткачёв, капитан милиции, оперуполномоченный уголовного розыска ОВД «Пятницкий»
- Андрей Сорока — Роман Иванович Савицкий, майор милиции, оперуполномоченный уголовного розыска ОВД «Пятницкий»
- Андрей Перунов — Валерий Андреевич Захаров, генерал-майор милиции, начальник окружного УВД
- Александр Бобров — Андрей Ильич Агапов, старший лейтенант юстиции, следователь ОВД «Пятницкий»
- Борис Покровский — Алексей Григорьевич Черенков, старший лейтенант юстиции, следователь ОВД «Пятницкий»